# Marian Schick
Marian Schick (* 22. Oktober 1986 in Marburg) ist ein deutscher Basketballtrainer und ehemaliger -spieler.

## Werdegang
Schick spielte als Jugendlicher beim BC Marburg, MTV 1846 Gießen, VfB 1900 Gießen, wurde am Basketball-Leistungszentrum Mittelhessen gefördert und wechselte 2006 zum TV Lich in die 2. Basketball-Bundesliga. In der Saison 2007/08 war er Spieler des TV Lich II in der Regionalliga Südwest und 2008/09 in derselben Liga des MTV Kronberg.
Ab 2009 stand der 2,01 Meter und während seiner Laufbahn zeitweise 125 Kilogramm wiegende Power Forward und Innenspieler Mitglied der Mannschaft Ehingen/Urspring. Mit Ehingen/Urspring gewann er 2011 den Meistertitel in der 2. Bundesliga ProB. 2011 wechselte er zum ProB-Aufsteiger White Wings Hanau und blieb dort bis 2014. Schicks folgende Vereine (jeweils in der 2. Bundesliga ProB) waren: Uni-Riesen Leipzig (2014/15), Licher BasketBären (2015 bis 2017), Gießen 46ers Rackelos (2017/18). Ab 2018 war er Spieler der Bayer Giants Leverkusen, 2019 stieg er mit den Rheinländern in die 2. Bundesliga ProA auf und bestritt in der Saison 2019/20 19 Spiele für Leverkusen in der zweithöchsten deutschen Basketball-Liga.
Schick, der mittlerweile deutscher Nationalspieler in der Spielart 3-gegen-3 geworden war, stieß zur Saison 2020/21 zum Drittligisten SG ART Giants Düsseldorf. Er verließ die Mannschaft am Ende des Spieljahres wieder, im Dezember 2021 schloss sich Schick der zweiten Mannschaft von Bayer Leverkusen (1. Regionalliga) an. In der U19 der Leverkusener war er als Assistenztrainer tätig.
Im Sommer 2025 wechselte Schick nach Norddeutschland, er wurde gleichzeitig Cheftrainer der U19-Mannschaft der Hamburg Towers in der Nachwuchs-Basketball-Bundesliga und Assistenztrainer des Drittligisten SC Rist Wedel.